# Сражение за ущелье Крэмптона
Сражение за ущелье Крэмптона (англ. Battle of Crampton's Gap), называемое на юге иногда сражением при Беркитсвилле (англ. Battle of Burkittsville), произошло одновременно со сражением у Южной горы 14 сентября 1862, и было частью Мерилендской кампании американской гражданской войны. Иногда это сражение считается фазой сражения у Южной горы. Дивизии генерала Лафайета Маклоуза было приказано блокировать с севера город Харперс-Ферри и одновременно охранять перевалы хребта Южных гор, но федеральный VI корпус генерал-майора Франклина неожиданно подошёл к хребту и стремительной атакой дивизии Генри Слокама захватил ущелье Крэмптона. Это поставило в критическое положение дивизию Маклоуза, а также дивизии Дэниеля Хилла и Джеймса Лонгстрита около Бунсборо. Генерал Ли принял решение свернуть мэрилендскую кампанию и отступить за Потомак в Вирджинию. Вечером 14 сентября Маклоуз получил приказ отступить, но уже утром 15 сентября генерал Джексон взял Харперс-Ферри, и Ли поменял планы, решив дать бой федеральной армии у города Шарпсберг.

## Предыстория
3 сентября генерал Роберт Ли начал мэрилендскую кампанию, его армия пришла в Лисберг, перешла Потомак и 7 сентября первые подразделения армии прибыли в мэрилендский Фредерик. Командование армии рассчитывало на поддержку мэрилендцев, но этот расчёт не оправдался и южане были встречены во Фредерике холодно. Стало ясно, что армии желательно покинуть Фредерик. В этой ситуации генерал Ли решил захватить город Харперс-Ферри. 9 сентября он вызвал генерала Томаса Джексона в штаб и изложил ему свой план: Джексон с тремя дивизиями должен подойти к Харперс-Ферри с запада, дивизия Уокера с юга, а дивизия Лафайета Маклоуза должна блокировать город с севера, со стороны Мэрилендских высот. Джексон, как старший по званию, должен был координировать манёвры всех дивизий. Джексону понравился этот план, и в итоге Ли изложил его в письменной форме как «Специальный приказ 191».
Дуглас Фриман писал, что это задание было своего рода проверкой для Лафайета Маклоуза. Ему был 41 год, он с мая носил звание генерал-майора, но ещё не успел принять участия в серьёзных сражениях. Он участвовал в сражении при Уильямсберге, но не участвовал в сражении при Севен-Пайнс, а при Саваж-Стейшен и при Малверн-Хилл его дивизией командовал в основном генерал Магрудер. Теперь в его распоряжении были его 4 бригады, и под его же командованием оказались 6 бригад дивизии Андерсона. Ему было поручено ответственное поручение, но он не нёс персональной ответственности: его непосредственный командир, Джеймс Лонгстрит, должен был быть неподалёку, а под Харперс-Ферри он подчинялся Джексону.
Сам Маклоуз ничего не знал о местности, на которой ему предстояло действовать, но рядом были люди, которые могли предоставить информацию. С Харперс-Ферри были хорошо знакомы: Ли, Стюарт, и особенно Джексон. Задание для Маклоуза было непростым: он должен был занять Мэрилендские высоты и не дать гарнизону Харперс-Ферри вырваться из города на восток, но одновременно он должен был следить за своим тылом (Южными горами), чтобы не дать федеральной армии прорваться за Южные горы. Прорыв означал бы, что дивизии к югу от Потомака окажутся отрезаны от дивизий Лонгстрита и Хилла под Бунсборо. Именно ответственностью задания объясняется то, что Маклоузу поручили целых десять бригад.
Рано утром 10 сентября Маклоуз покинул лагерь под Фредериком и к вечеру вышел к ущелью Браунсвилл-Гэп, одному из проходов в Южных Горах. 11 сентября он перешёл Южные горы и вступил в долину Плезант-Велли и к ночи встал лагерем под Браунсвиллом. На следующее утро (12 сентября) он послал бригады Кершоу и Барксдейла для захвата Мэрилендских высот, а остальные восемь бригад разместил в Плезант-Велли так, чтобы блокировать дороги из Харперс-Ферри и одновременно прикрывать восточное направление. К утру 14 сентября Маклоуз захватил Мэрилендские высоты, начал строить дорогу для артиллерии и уже в 14:00 поднял на высоты четыре орудия и открыл огонь по Харперс-Ферри. В то же время он следил за проходами Южных гор: Полу Семсу было приказано взять свою бригаду и бригаду Махоуна у встать перед ущельем Браунсвилл-Гэп. Семс отнёсся к поручению ответственно и сразу провёл тщательную разведку местности. К утру 14-го он обнаружил, что в 2 — 3 километрах к северу от ущелья находится ещё один проход, известный как Ущелье Крэмптона. Семс отправил туда артиллерийскую батарею и три полка бригады Махоуна, которые возглавил полковник Уильям Пархам.
В то же утро к ущелью Крэмптона прибыл Джеб Стюарт, который решил, что трёх полков может быть недостаточно для обороны прохода. Он оставил при пехоте кавалерийскую бригаду Манфорда, и сообщил Маклоузу свои соображения. Это был первый раз, когда Маклоуз узнал о существовании ущелья Крэмптона. Он приказал генералу Хоуэллу Коббу отправиться с его бригадой в Браунсвилл и возглавить оборону ущелья. Кобб получил приказ в 13:00 и прибыл на место в 16:00. Решив, что этих мер достаточно, Маклоуз отправился на Мэрилендские высоты руководить бомбардировкой Харперс-Ферри. В 14:00 его встретил Стюарт, который заверил его, что ущелью Крэмптона угрожает разве что одна пехотная бригада противника. Около ущелья Маклоуз держал три бригады, поэтому он решил, что беспокоиться не о чем.

### Наступление федеральной армии
В это время первые корпуса Потомакской армии прибывали во Фредерик, и около полудня 13 сентября рядовой XII корпуса обнаружил утерянную копию «приказа 191». Теперь Макклеллан знал, что армия противника разделена рекой Потомак, и что две дивизии стоят в Бунсборо вместе со всеми обозами. Он колебался некоторое время, но в 18:20 отправил генералу Франклину приказ о наступлении. В приказе Макклеллан подробно описал стратегическую обстановку и приказал Франклину утром 14 сентября выдвинуться со всем VI корпусом из лагеря под Бакистауном, прийти в Беркитсвилл, откуда атаковать и захватить ущелье Крэмптона, если оно никем не охраняется. Если же в ущелье стоит армия противника, то Франклин должен был дождаться начала перестрелки у ущелий Тернера и Фокса, и только потом атаковать. Перейдя Южные горы он должен был отрезать Маклоуза от Бунсборо. Если получится разбить Маклоуза, то Франклин должен был деблокировать гарнизон Майлза в Харперс-Ферри, присоединить его к своему корпусу и разрушить мосты через Потомак. Потом он должен был прийти в Рорерсвилл и атаковать Бунсборо, если основная армия ещё не прошла горы. Если же горы уже пройдены армией, то Франклину было приказано наступать к Шарпсбергу и Уильямспорту, чтобы отрезать армию противника от переправ и на дать дивизиям Джексона переправиться в Мэриленд. «Мой замысел состоит в том, чтобы разрезать противника надвое и разбить его по частям», писал Макклеллан. Он подчёркивал, что задание исключительно важное, и от Франклина требуется использовать весь свой интеллект и действовать как можно активнее.
Выдав Франклину подробную инструкцию, Макклеллан сделал оговорку, что Франклин имеет право отступать от предложенной схемы, если сочтёт нужным. Историк Бенжамин Кулинг писал, что Макклеллан требовал слишком много от апатичного Франклина. Он так же недооценивал возможную силу обороны противника в ущелье. Существовал и иной путь, в обход Южных гор с юга, по берегу реки Потомак, но Макклеллан был уверен, что эта дорога простреливается с вирджинского берега и, кроме того, он хотел, чтобы все части его армии находились поближе друг к другу. Франклин получил этот приказ в 22:00 и обещал сделать всё возможное.

## Сражение
Корпус Франклина выступил, согласно приказам, в 06:00 и пришёл в Джефферсон, где около часа ждал подхода дивизии Кауча. Затем он возобновил марш и в полдень подошёл на 3 километра к Беркитсвиллу. Позиция противника на склоне горы показалась ему сильной: пехоты стояла за каменной стеной под прикрытием батареи из 8-ми орудий, её фланги были прикрыты лесом. Франклин понял, что эту позицию можно взять только пехотной атакой, и поручил это задание дивизии Генри Слокама. Слокам получил приказ пройти через Беркитсвилл, сместиться вправо и развернуться в боевую линию. Около Беркитсвилла разместилась батарея из 8-ми орудий (батарея Уолкотта). Регулярная батарея Ромейна Эйрса встала позади и правее, примерно около штаба Франклина. Дивизия Уильяма Смита встала в тылу, восточнее Беркитсвилла, в качестве резерва.
Передовая линия Слокама встретила пикеты противника около полудня. 96-й Пенсильванский полк полковника Генри Кейка был брошен вперёд. Пенсильванцы отогнали кавалерию Манфорда и прошли насквозь Беркитсвилл, оказавшись под огнём батарей Граймса и Чьеу, а также батареи Мэнли, которая стояла у Браунсвилл-Гэп. Остальные полки Слокама остановились восточнее посёлка, где нашли удобную, непростреливаемую позицию, и остановились там на два часа. Рядовым раздали еду, а офицеры стали обсуждать план атаки. Генерал Бартлетт вспоминал, что его вызвали в штаб Франклина, где он застал самого Франклина, генералов Слокама, Смита, Хэнкока, Брукса и Ньютона. Здесь Слокам спросил его, где он будет атаковать, с северной или южной стороны дороги Беркитсвилл-Рорерсвилл. После минутной растерянности Бартлетт ответил, что с северной. «Ну вот и решено», ответил Франклин. Бартлетт спросил, что же именно решено, и Франклин ответил, что решено место атаки. Бартлетт очень удивился тому, что командование спрашивает его мнение по такому важному вопросу, но Слокам пояснил, что у командования разделились мнения, поэтому Франклин, узнав, что первым атакует бригада Бартлетта, решил отдать решение на его усмотрение.
Так же Бартлетту было доверено выбрать построение для дивизии. Он предложил построить полки в 6 линий с расстоянием в 100 шагов между линиями, а 27-й Нью-Йоркский пехотный полк развернуть в стрелковую цепь. Дивизия должна была стремительно атаковать позицию противника и не останавливаться, пока не выйдет к перевалу.
Дорога Беркитсвилл-Рорерсвилл выходила из Беркитсвилла и шла метров 700 строго на запад, а затем поворачивала на север. Через 500 метров от Беркитсвилла вправо (на север) уходила ещё одна дорога — Маунтин-Чёрч Роуд — по обеим сторонам которой стояли каменные стенки. За этими стенками генерал Манфорд, как старший по званию, разместил 6-й, 12-й и 16-й Вирджинские пехотные полки. 2-й и 12-й Вирджинские кавалерийские полки были спешены и размещены на флангах. Батарея Чьеу и гаубицы Граймса стояли позади, выше по склону. Семс послал на усиление Манфорда 10-й Джорджианский полк, но тот занял позицию ближе к перевалу. Правее позиции Манфорда стоял 32-й Вирджинский полк полковника Монтагю, но он оказался в стороне от боевых действий. Всего в распоряжении Манфорда имелось около 1 200 человек, и этими силами ему надо было отразить атаку всего корпуса Франклина, который насчитывал 12 000 человек. Некоторым преимуществом было наличие 13-ти орудий.
После рекогносцировки федеральное командование решило атаковать правым флангом и Бартлетт стал строить свою бригаду для атаки. Он незаметно подвёл её поближе к позициям противника на поле, где она была скрыта высокими изгородями и кукурузой. К 15:00 построение было завершено: 27-й Нью-Йоркский полк был развёрнут в стрелковую цепь. В 200 метрах за ним встали 16-й Нью-Йоркский (слева) и 5-й Мэнский (справа). Бригада Ньютона стояла позади Бартлетта в двух линиях. В первой линии стоял 32-й Нью-Йоркский полк (справа) и 18-й Нью-Йоркский (слева), а во второй 31-й Нью-Йоркский (справа) и 95-й Пенсильванский (слева). Нью-Джерсийская бригада Торберта стояла левее Бартлетта, так же в две линии (1-й и 2-й Нью-Джерсийские в первой линии и 3-й и 4-й Нью-Джерсийские во второй). Теперь все полки были построены в 6 линий (считая стрелковую цепь), с расстоянием от 150 до 200 метров между линиями. 96-й Пенсильванский полк присоединился к нью-джерсийцам, а 121-й Нью-Йоркский остался в резерве.
Приказы Макклеллана требовали начать атаку через полчаса после того, как Франклин услышит стрельбу у ущелий Тёрнера и Фокса, но эта стрельба началась ещё в начале дня, поэтому ждать не имело смысла. Франклин приказал начинать. Федеральная пехота пошла вперёд, вскоре попала под огонь артиллерии, а затем и под мушкетный огонь. Выявив позицию противника, Слокам отвёл назад стрелковую цепь, а 5-й Мэнский и 16-й Нью-Йоркский сблизились с противником на 300 метров и начали перестрелку. Они сразу стали нести тяжёлые потери, в то время как южане стояли под прикрытием каменной стены и их потери были незначительны. Более того, бригада Ньютона задержалась, из-за чего два полка Бартлетта около часа сражались в одиночку и почти израсходовали патроны. Когда Ньютон подошёл, от отправил 32-й и 18-й Нью-Йоркские полки на смену линии Бартлетта, а 31-й Нью-Йоркский и 95-й Пенсильванский развернул левее. На этом этапе федеральное командование пришло к мнению, что наступление не стоит продолжать без артиллерийской поддержки.
Были вызваны батареи. В это время подошла бригада Торберта. 1-й и 2-й нью-джерсийские полки вступили в перестрелку с противником, а 96-й Пенсильванский присоединился справа к полкам Ньютона. Федеральные полки продолжали нести потери, и всем стало ясно, что решить проблему можно только общей атакой. Бартлетт и Торберт посовещались и решили, не дожидаясь батарей и не запрашивая санкции Слокама, двинуть полки в атаку. К этому моменту уже 10 федеральных полков были развёрнуты в линию, которая растянулась почти на милю. Был отдан приказ «прекратить огонь» и вся линия пошла вперёд ускоренным шагом.
96-й наступал по сложной местности, через заборы и ограды, и полковник Кейк дважды останавливал полк, чтобы выровнять ряды. Полк вышел к каменной стене, за которой стояла пехота противника, попал под залп с расстояния в 20 метров, но устоял, бросился вперёд и ворвался на позицию противника. Южане стали отходить, их левый фланг был отброшен. Центральные федеральные полки так же подошли к каменной стене и, несмотря на плотный огонь, отбросили противника. То же произошло на участке нью-джерсийских полков: 1-й и 2-й вели огонь, затем пропустили вперёд 3-й и 4-й полки, и уже все четыре общей массой бросились к каменной стене.
Генерал-южанин Хоуэлл Кобб утром стоял с своей бригадой в Сэнди-Хук, но в 13:00 получил приказ идти в Браунсвилл, и прибыл туда к 16:00. Здесь он получил инструкции от Семса (по версии Фримана он ничего не получил), но ещё час ничего не предпринимал, заняв со своей бригадой лагерь, разбитый Маклоузом ещё вечером 11 сентября. Он даже не попытался выяснить, что именно происходит в окрестностях Браунсвилла. И только получив письмо от Манфорда, который срочно требовал помощи, Кобб отправил два полка к ущелью Крэмптона и сам отправился в хвосте колонны. Маклоуз писал, что генералу Коббу не хватало опыта и он не понял, что он является старшим по званию офицером на поле боя и, соответственно, несёт ответственность за всё происходящее. Два полка были уже в пути, когда полковник Пархам сообщил, что противник атакует его превосходящими силами и ему требуется вся помощь, какая доступна. Тогда Кобб направил к ущелью остальные два полка и сам переместился в голову колонны.
Бригада Хоуэлла Кобба в то время состояла из четырёх полков:
- 16-й Джорджианский пехотный полк: подполковник Филип Томас
- 24-й Джорджианский пехотный полк: майор Роберт Макмиллан
- Легион Кобба: подполковник Лютер Гленн
- 15-й Северокаролинский пехотный полк: Подп. Уильям Макрей[англ.]

Когда Кобб вышел к перевалу, Пархам и Манфорд ещё вели бой у каменной стены. С высоты ему были видны федеральные пехотные линии, атакующие Пархама с фронта и с флангов. Здесь Манфорд встретил Кобба и сдал ему командование. И как только это произошло, позиция вирджинских полков была прорвана и они стали отступать вверх по склону к перевалу. Кобб успел построить на перевале, немного восточнее вершины, 24-й Джорджианский полк и легион Кобба. Следом подошли 16-й Джорджианский и 15-й Северокаролинский, и Кобб поставил их левее, но, по словам Манфорда, эти два полка не успели выйти на позицию. Ряды бригады Кобба сразу были расстроены бегущими вирджинцами, а затем подошла передовая линия федеральной армии, 96-й Пенсильванский, и открыла огонь по людям Кобба, и бригада сразу рассыпалась и стала отходить, при этом многие попали в руки федералов. Это произошло отчасти потому, что нью-джерсийская бригада, поднявшись на хребет южнее дороги, атаковала Кобба с правого фланга.
Вопреки утверждению Манфорда, лейтенант Керни, который сражался в рядах 15-го Северокаролинского, писал впоследствии, что полк успел развернуться в боевую линию. По его словам, полк занял позицию за каменной оградой и держал её, пока не был обойдён с фланга. «Ведя огонь по противнику с фронта и уверенные в силе нашей позиции мы впервые узнали о положении на фланге, когда по нам дали ужасный мушкетный залп с тыла и фланга, и мы даже подумали, что это свои спутали нас с противником, но вскоре увидели федеральный флаг. К счастью, залп не нанёс большого урона и, хотя одежда каждого из нас была продырявлена пулями (автор насчитал 13 дыр, и ни одна пуля не повредила кожу) всего в нескольких из нас попали. В этом бою полк потерял 14 человек убитыми, 48 ранеными и 124 пленными, в их числе был и автор. Почти все пленные были из пяти правых рот: A, C, E, G, I…».
Кобб, Семс, Манфорд и Пархам пытались остановить бегущих, но только 10-й Джорджианский сохранил какой-то порядок. Манфорд писал, что с тем же успехом можно пытаться навести порядок в стаде испуганных овец. Уже темнело. К Браунсвиллу приехали Маклоуз со Стюартом. «Спешивайтесь, джентльмены, спешивайтесь, если вам дорога жизнь! — воскликнул Кобб, — враг в 50-ти ярдах от нас, я жду их атаки в любой момент. О, мой дорогой Стюарт, я дожил до того, что увидел это несчастье! Что же делать? Что может нас спасти?». Стюарт смог остановить бегущих, построить их в линию поперёк дороги, ведущей в Харперс-Ферри, найти батарею и установить её на позиции, откуда дорога хорошо простреливалась. Но противник не наступал, и разведка показала, что на целую милю вперёд никого нет. Фактически федеральные полки остановились из-за темноты, усталости, и дезорганизации, вызванной пересечённой местностью. Дивизия Слокама встала на рорерсвиллской дороге, при этом вермонтская бригада Брукса стояла на левом фланге.

## Последствия
По версии Эзры Кармана генерал Маклоуз прибыл на позицию бригады Кобба после Стюарта, когда Стюарт уже навёл относительный порядок в войсках. «Что ж, генерал, — сказал Стюарту Маклоуз, — теперь мы в ловушке. Как мы отсюда выберемся?». Стюарт предложил отбить ущелье, но Маклоуз счёл это нецелесообразным, и решил организовать оборонительный рубеж, чтобы не дать противнику наступать на юг по Плезант-Велли к Харперс-Ферри. Ричард Андерсон согласился с этим предложением. Маклоуз отозвал бригады Кершоу и Барксдейла (кроме одного полка) с Мэрилендских высот и построил их в долине вместе с остатками бригад Кобба, Махоуна и Семса. Он так же вызвал бригаду Уилкокса. Бригады Райта и Прайора остались охранять Уивертонский проход в горах, а бригады Армистеда и Фетерстона блокировали Харперс-Ферри. Маклоуз отправил адъютанта с донесением к генералу Ли, но тот не смог прорваться сквозь федеральные пикеты. Стюарт так же отправил несколько курьеров, но и они не достигли цели.
Приказы требовали от Франклина как можно решительнее наступать на Харперс-Ферри, но по какой-то причине он не стал развивать свой успех. В 17:20 он написал Макклеллану, что весь последний час вёл тяжёлые бои. Он запрашивал приказов, а сам в это время остановил свою армию в ущелье и вернулся в свой штаб под Беркитсвиллом. Военный историк Эдвард Стакпол писал, что Макклеллан всегда переоценивал силы противника, а Франклин в данном случае следовал его примеру. Утром 15 сентября Франклин изучил новую позицию полков Маклоуза и она показалась ему слишком сильной. Дважды (8:50 и 11:00) он писал Макклеллану, запрашивая подкреплений, и утверждая, что противник вдвое превосходит его по численности, хотя в реальности всё было наоборот.
Но несмотря на это положение Северовирджинской армии было критическое. В тот день южане отбили федеральную атаку в ущельях Тёрнера и Фокса, но при этом понесли ощутимые потери, и было известно, что к Южным горам подходит свежи корпус Эдвина Самнера. Дэниель Хилл и Джон Худ советовали отступать. Узнав о прорыве федералов в ущелье Крэмптона Ли пришёл к выводу, что пора сворачивать Мэрилендскую кампанию и отступать в Вирджинию. В 20:00 он приказал Маклоузу оставить позицию под Харперс-Ферри и отступить за Потомак. Он писал, что остальная армия так же отступит через Шарпсберг в Вирджинию.
15 сентября на рассвете Томас Джексон приступил к бомбардировка Харперс-Ферри и гарнизон города почти сразу же сдался. В 08:00 Джексон отправил Ли гонца с донесением об одержанной победе. Эта новость заставила Ли поменять планы. Он решил отступить от Бунсборо к Шарпсбергу, и приказал Джексону идти туда же на соединение с армией. Маклоузу было приказано перейти Потомак у Харперс-Ферри и следовать к Шарпсбергу вслед за Джексоном. Джексон прибыл в Шарпсберг утром 16 сентября, а Маклоуз — днём 17 сентября.

### Потери
По статистике Эзры Кармана федеральная армия потеряла 113 человек убитыми, 418 ранеными, 2 пропавшими без вести, всего 533. Он приводит таблицу потерь по полкам:
| Полк      | Уб. офицеры | Уб. рядовые | Ран. офицеры | Ран. рядовые | пропавшие без вести | всего |
| --------- | ----------- | ----------- | ------------ | ------------ | ------------------- | ----- |
| Штаб      | -           | -           | 1            | -            | -                   | 1     |
| 5-й Мэн.  | -           | 4           | 1            | 27           | -                   | 32    |
| 1-й Н-Дж. | -           | 7           | 3            | 31           | -                   | 41    |
| 2-й Н-Дж. | -           | 10          | 1            | 44           | -                   | 55    |
| 3-й Н-Дж. | -           | 11          | 2            | 27           | -                   | 40    |
| 4-й Н-Дж. | 1           | 9           | 3            | 23           | -                   | 36    |
| 16-й НЙ   | -           | 20          | 1            | 40           | -                   | 61    |
| 18-й НЙ.  | 1           | 10          | 1            | 40           | 2                   | 54    |
| 27-й НЙ.  | -           | 6           | 2            | 25           | -                   | 33    |
| 31-й НЙ.  | -           | 1           | -            | 3            | -                   | 4     |
| 32-й НЙ.  | 1           | 10          | 3            | 37           | -                   | 51    |
| 95-й ПН.  | -           | 1           | -            | 14           | -                   | 15    |
| 96-й ПН.  | 2           | 18          | -            | 71           | -                   | 91    |
| 2-й ВМ.   | -           | -           | -            | 5            | -                   | 5     |
| 4-й ВМ.   | -           | 1           | -            | 10           | -                   | 11    |
| 6-й ВМ.   | -           | -           | 1            | 2            | -                   | 3     |
| Всего     | 5           | 108         | 19           | 399          | 2                   | 533   |

Историк Тимоти Риз приводит другую статистику: 152 убитыми и 289 ранеными, итого 441 человек.
Статистика потерь в армии Юга различается у разных авторов. Эзра Карман пишет, что южане потеряли 600 человек пленными, 700 единиц стрелкового оружия и одно орудие батареи Трупа (захваченное стрелковой цепью Вермонтской бригады). Он приводит список потерь по бригадам:
| Полк             | Убитые | Раненые | Пленные | Всего |
| ---------------- | ------ | ------- | ------- | ----- |
| 2-й Вирдж. Кав.  | -      | 1       | 2       | 3     |
| 12-й Вирдж. Кав. | -      | 2       | 3       | 5     |
| Бригада Махоуна  | 5      | 74      | 124     | 203   |
| 10-й Дж. пех.    | 3      | 21      | 37      | 61    |
| Батарея Трупа    | 1      | 3       | -       | 4     |
| Бригада Кобба    | 58     | 186     | 442     | 696   |
| Всего            | 70     | 289     | 602     | 962   |

Вместе с тем данные по количеству пленных южан расходятся. Франклин в рапорте упомянул 400 пленных, а Слокам только 300, но Слокам не учитывал пленных, взятых бригадой Брукса. Сам Брукс число взятых им пленных не называет. По статистике историка Тимоти Риза южане потеряли 179 человек убитыми, 317 ранеными и 377 пленными, итого 873 человека.
Бенжамин Кулинг приводит мнение Денниса Фрая, который утверждал, что Северовирджинская армия впервые потеряла такое количество пленных в ходе войны.

### Оценки
Многие участники сражения винили в неудаче генерала Кобба, который не смог вовремя прийти в ущелье. Томас Манфорд писал, что послал Коббу четырёх курьеров, но тот всё равно прибыл с опозданием. Сам Кобб упоминает только одного курьера от Манфорда. Маклоуз писал, что Кобб был неопытен, и поэтому не понял, что он старший по званию на поле боя и должен командовать сражением. Кобба винил в неудаче так же генерал Стюарт. Полковник Аллан в своей работе по истории Северовирджинской армии писал, что неграмотное управление бригадой Кобба скорее приблизило поражение, чем задержало его. Джеймс Лонгстрит снисходительно отнёсся к действиям Кобба, и считал главным виновником Манфорда. В мемуарах он писал, что кавалерийские командиры обычно не умеют грамотно размещать пехоту и артиллерию. Историк Эзра Карман считал, что Кобба не стоит строго осуждать за бегство его бригады: он пришёл к перевалу когда сражение было уже проиграно и сразу попал под огонь с фронта и флангов. Тяжелые потери бригады, писал Карман, показывают, что она сражалась храбро.